# Borriana
Borriana (en piamontés Borian-a) es una  localidad italiana de la provincia de Biella, región de Piamonte de 849 habitantes.

## Evolución demográfica
| Gráfica de evolución demográfica de Borriana entre 1861 y 2001 |
|                                                                |
| Fuente ISTAT - elaboración gráfica por Wikipedia               |